# Piano delle Fosse del Grano
Il Piano delle Fosse del grano (o Piano San Rocco) di Cerignola è ubicato a sud dell'abitato. Con le sue oltre 600 fosse, rappresenta l'ultimo esempio di una modalità di conservazione del grano tipica della Capitanata. Il primo documento che parla dell'esistenza delle fosse risale al 1225 ("Codice diplomatico barese. Vol. X. Le Pergamene di Barletta. doc. n. 66"), ma solo nel 1581 si fa esplicito riferimento al piano antistante la chiesa di San Domenico.

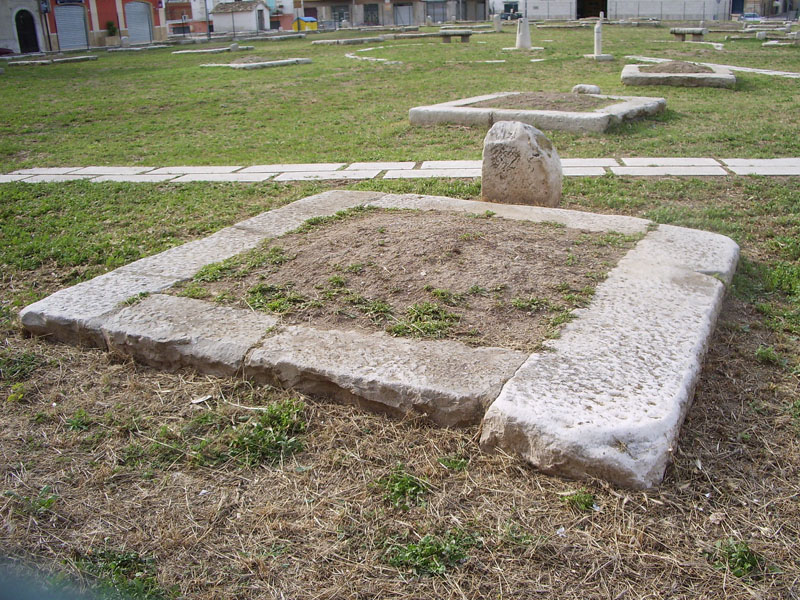
Particolare dell'imboccatura di una fossa con relativo cippo (u tïtëlë).

## Struttura della fossa granaria

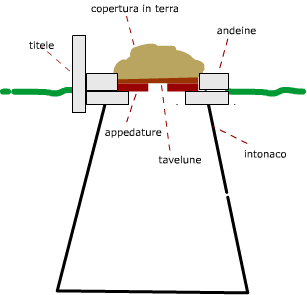
Sezione di una Fossa Granaria.

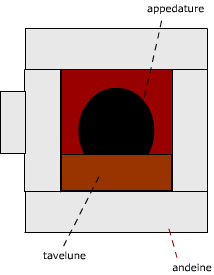
Vista superiore di una Fossa Granaria.

La fossa (dal latino fovea) presenta una cavità a forma di campana ricavata nel terreno (chiamato carso, da carsico) sotto il livello stradale, al fine di conservare cereali, mandorle, fave e semi di lino. La capacità media si aggira intorno ai 500 quintali (anche se alcune arrivano addirittura a 1.100 quintali).
Le pareti interne venivano tinteggiate a latte di calce, a cui oggi si preferisce il cemento come rivestimento, questo al fine di evitare il contatto diretto del prodotto con il terreno. Internamente sono rivestite in pietra come il pavimento o in mattoni. L'imbocco sfiora la superficie, ed è di forma circolare. Le dimensioni delle fosse seguivano misure standard, di solito avevano un profondità di 5 metri ed un diametro di 4,5 metri, l'imboccatura invece misurava 1,25 metri.
Esternamente le Fosse presentano un cordolo in pietra locale (in dialetto ) rozzamente lavorata che ne delimita l'apertura e che la protegge dalle infiltrazioni di acqua piovana. Il colletto superiore della Fossa è costituito da quattro mattoni angolari (in terracotta o pietra) che delimitano l'imboccatura circolare della stessa (in dialetto ). La Fossa è chiusa da assi di legno (in dialetto ), a loro volta ricoperti da un cumulo di terra per far defluire l'acqua piovana.
L'ultimo elemento tipico della Fossa è costituito da un cippo di pietra (in dialetto ) alto in media 90 cm, su cui venivano scolpite le iniziali del proprietario, e un progressivo numerico della Fossa. La funzione di quest'ultimo elemento, era favorire l'identificazione e la localizzazione della Fossa.

## Carico della fossa
In passato, il contenuto veniva riversato all'interno del silos attraverso una piccola apertura ad imbuto (detta angelo). Una volta praticato un foro nel cumulo di terra che ricopriva la fossa, questo veniva modellato con malta di terra ed acqua e rinforzato con alcune pietre. Avendo così irrobustito l'apertura, era possibile scaricare il grano preservando l'isolamento con il terreno. Successivamente, questo metodo fu sostituito da un cilindro cementizio industriale, corto e provvisto di coperchio.
Attualmente si utilizza un ampio telone che ricopre interamente la fossa e che presenta un foro centrale attraverso cui far scivolare il prodotto.

## Estrazione del prodotto
L'estrazione del frumento dalle fosse granarie necessitava di una vera e propria organizzazione di esperti operai, i cosiddetti sfossatori. Alla base dell'ingresso della fossa, venivano disposti tre o quattro pali fissati al terreno. Questi fungevano da sostegno alla cui estremità veniva montata un carrucola per le operazioni di carico del grano. Prima di poter scendere nella fossa, l'operaio provvedeva a sbattere un sacco contro le pareti della fossa, in modo da consentire l'ingresso dell'aria nella fossa stessa. Per essere sicuri che l'aria all'interno della fossa fosse sufficiente, veniva accesa una candela, ed in base alla persistenza della fiamma, si determinava la presenza di ossigeno.
Il grano prelevato veniva misurato riempiendo un recipiente in legno detto tomolo, che deve il nome all'omonima misura agraria di capacità in uso nel sistema metrico borbonico, corrispondente a circa 45 litri. Infine veniva stoccato in sacchi.

## Galleria d'immagini

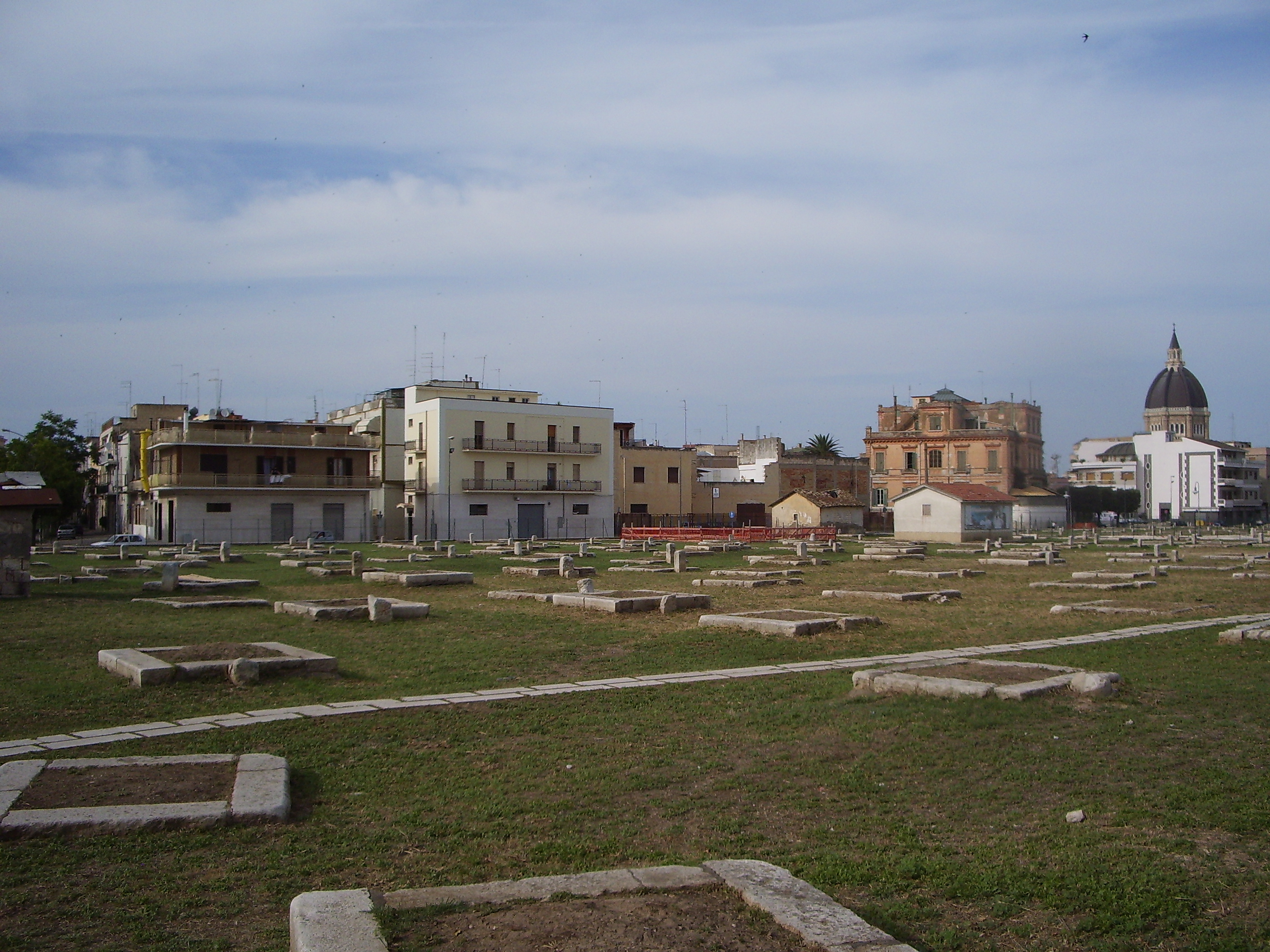
Veduta parziale del Piano delle Fosse.
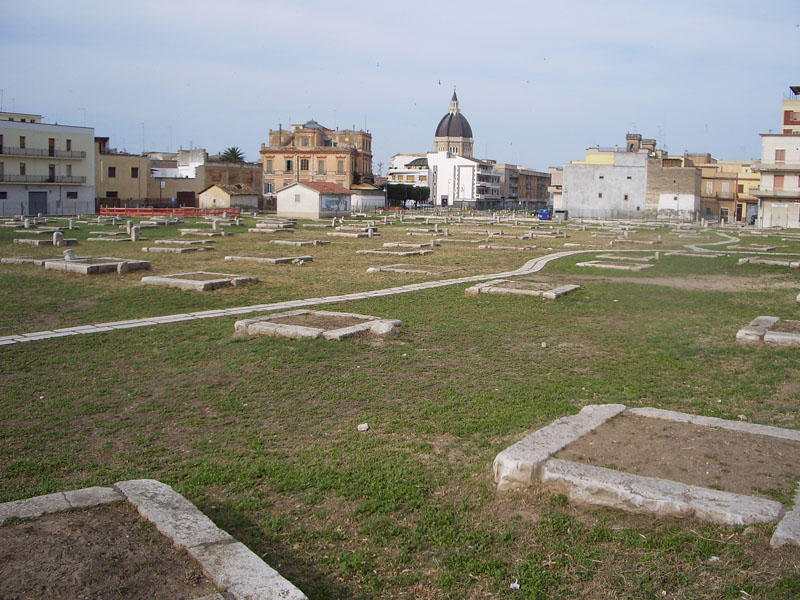
Veduta parziale del Piano delle Fosse.
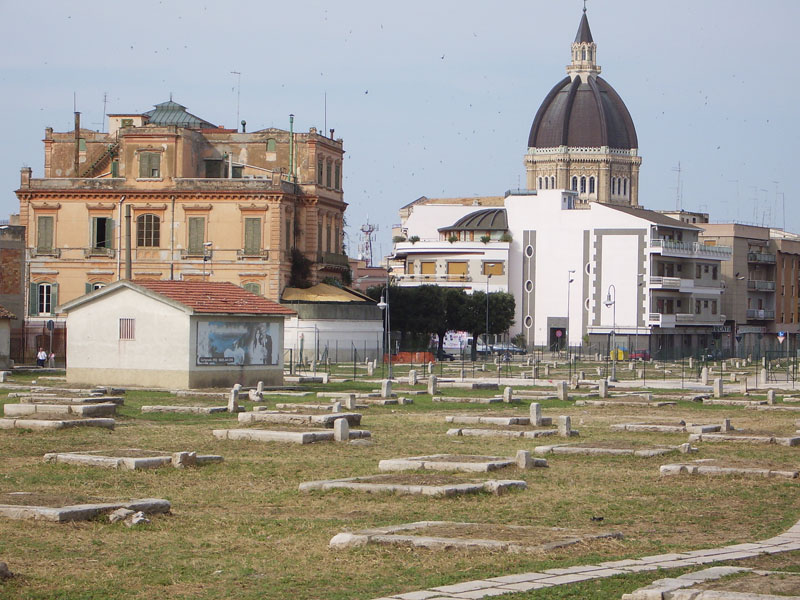
Veduta delle fosse e dei magazzini delle compagnie degli sfossatori.
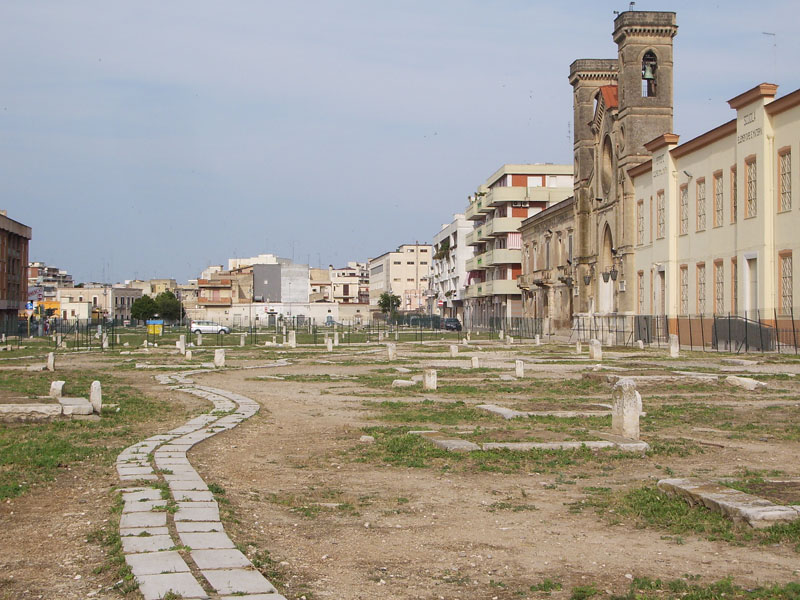
Veduta parziale del Piano delle Fosse e sullo sfondo la Chiesa di San Domenico.
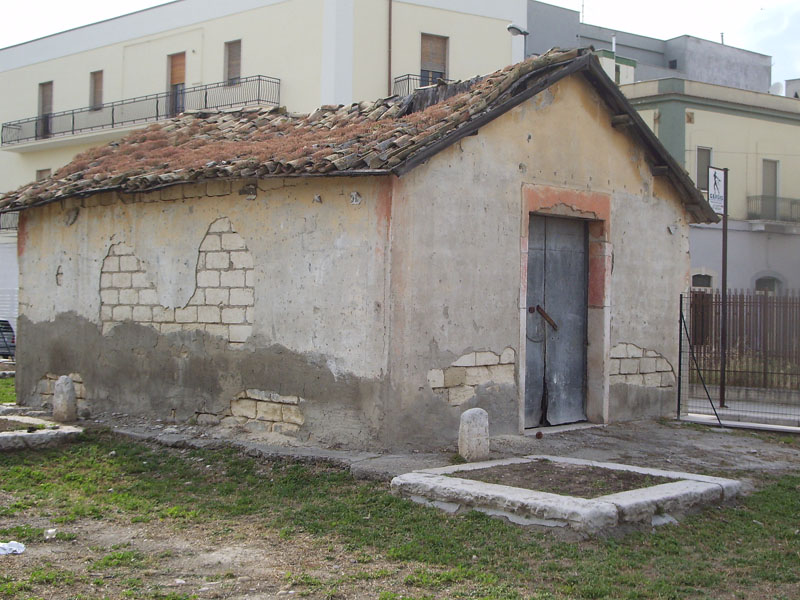
Particolare di un magazzino.
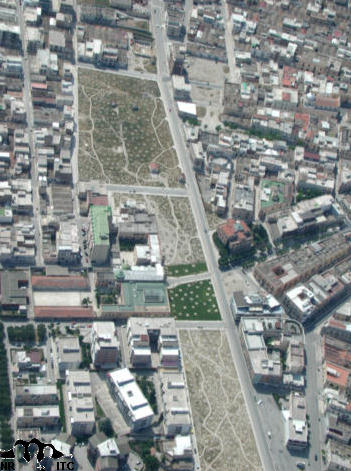
Foto aerea del piano delle fosse.
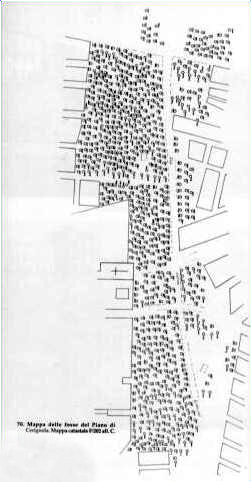
Mappa catastale F/202 all. C.
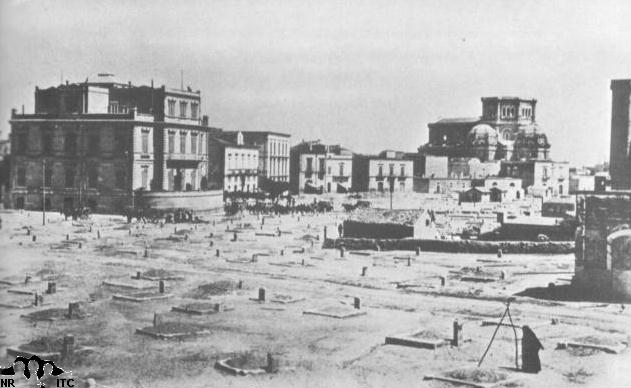
Il Piano delle fosse all'epoca della costruzione del Duomo (1908).
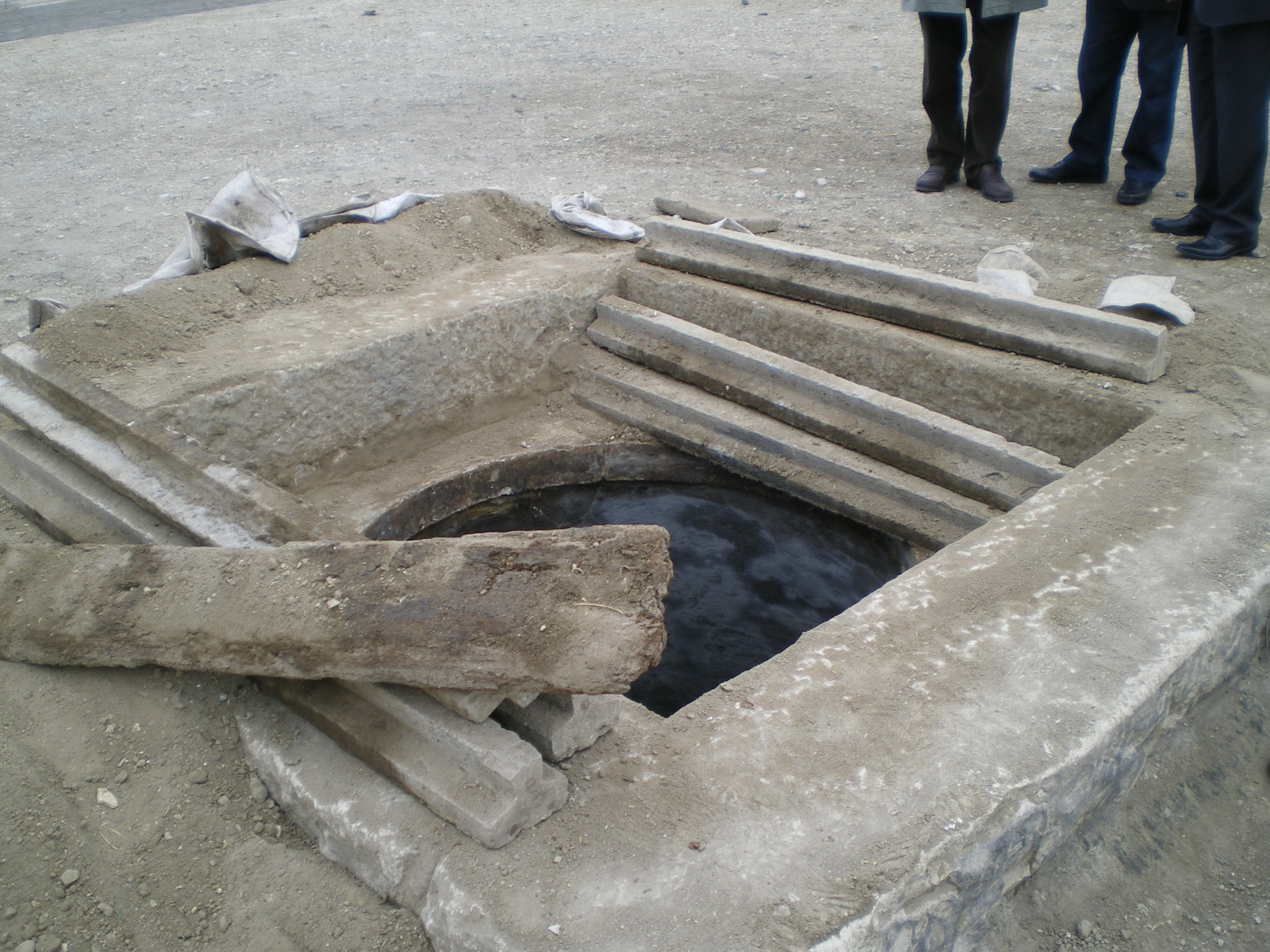
Fossa scoperchiata per l'operazione di carico.
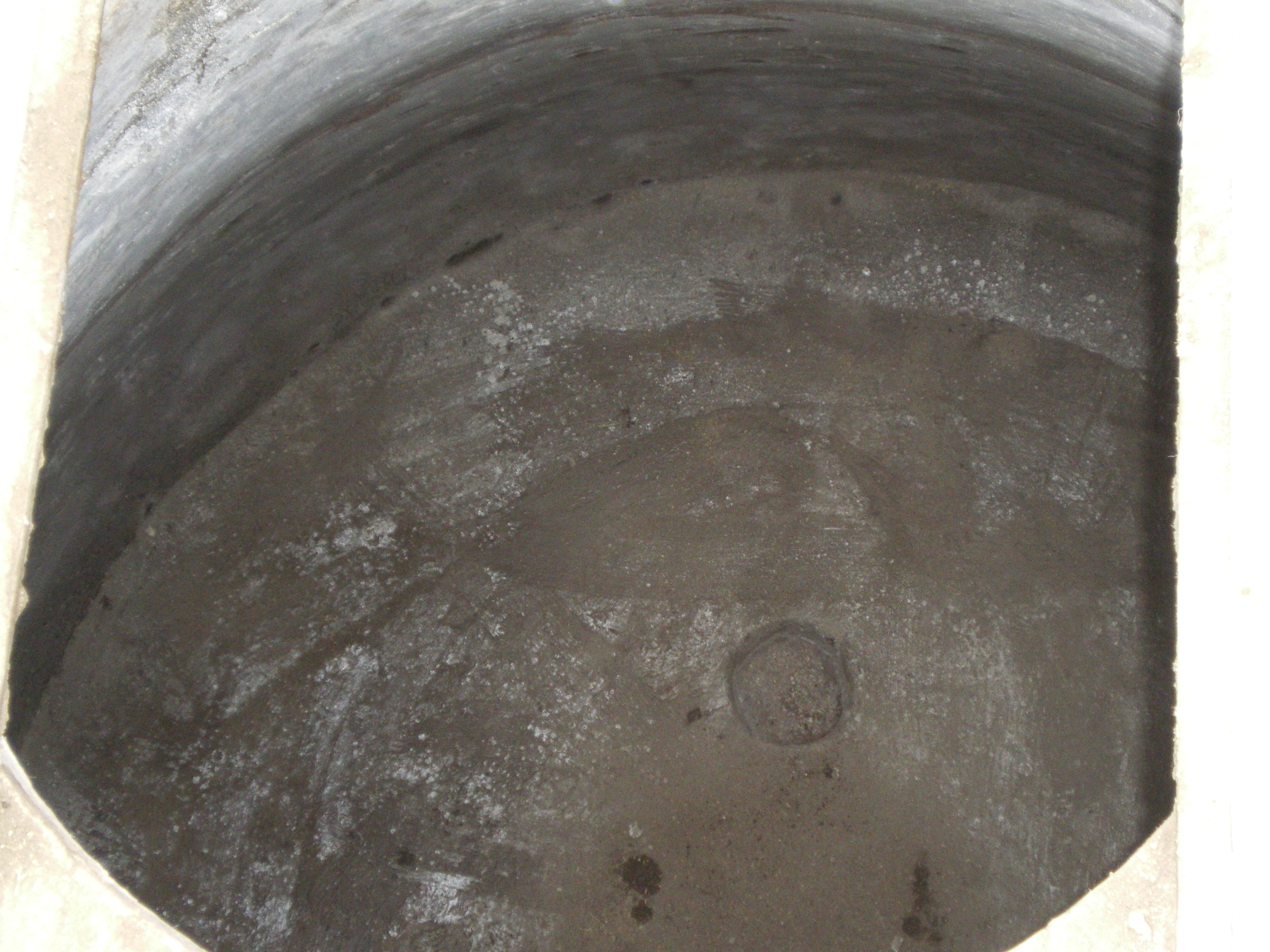
Interno di una fossa.
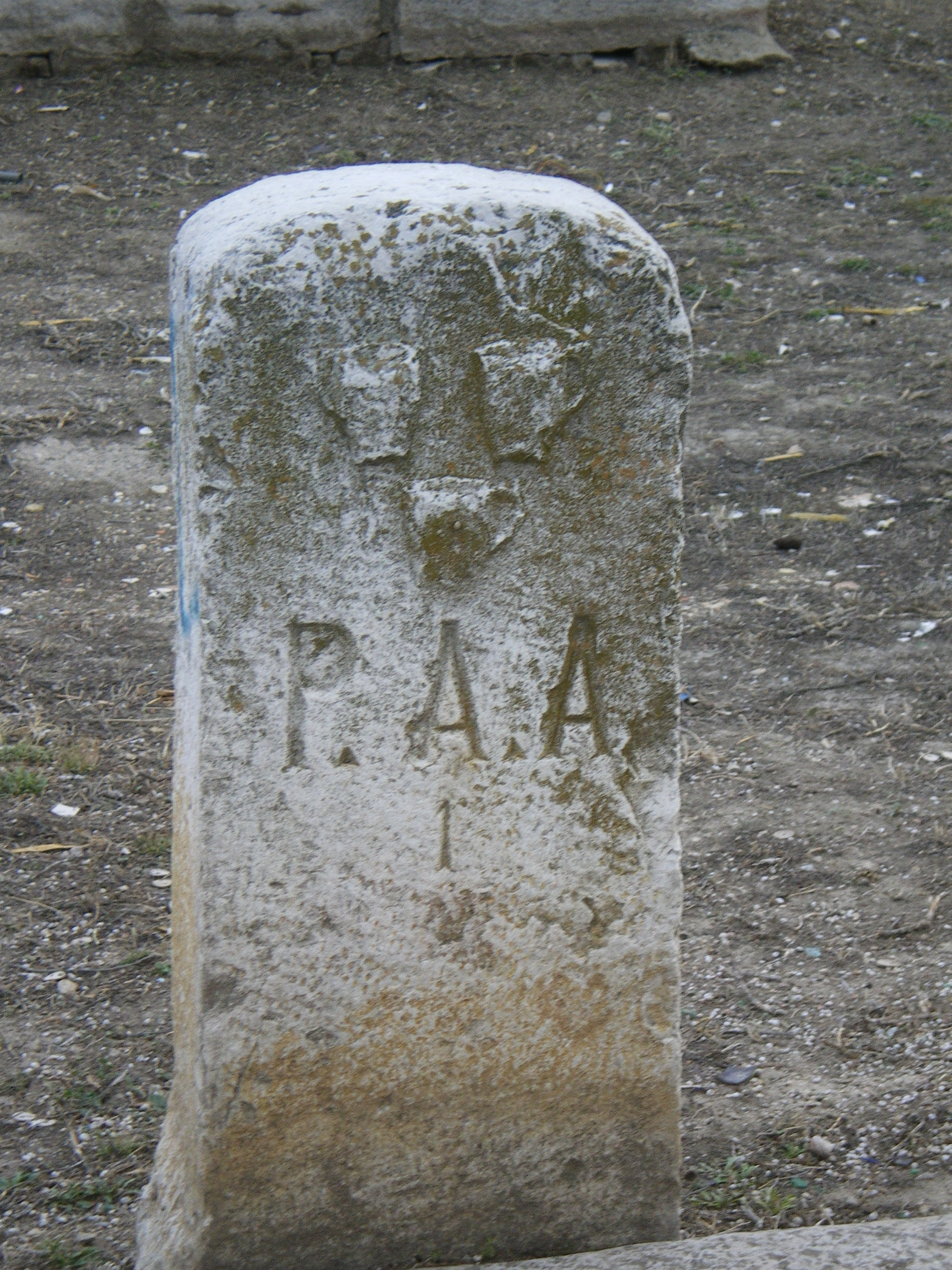
Cippo di proprietà della famiglia Pignatelli d'Aragona e Antentas.
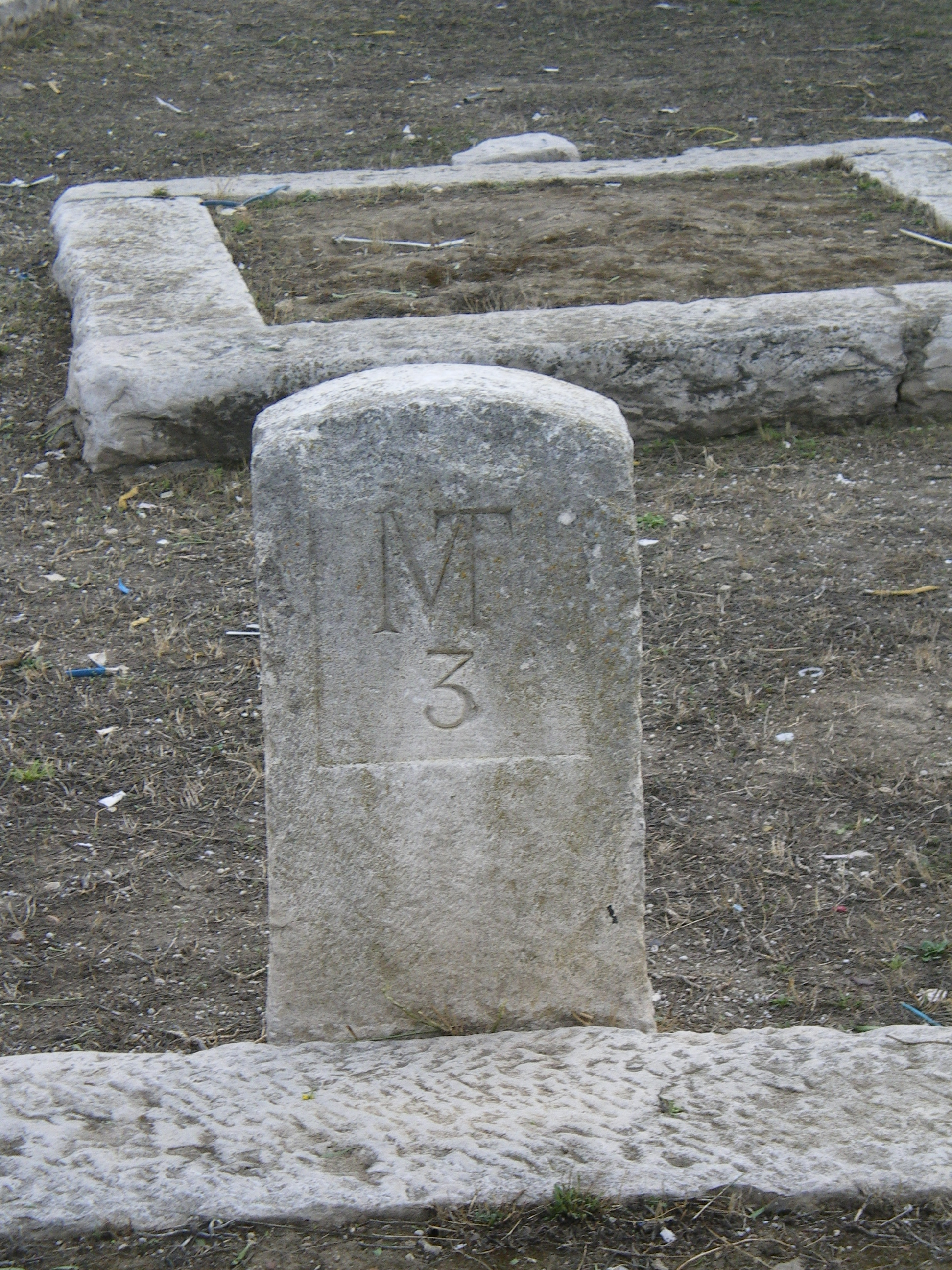
Particolare di un cippo.
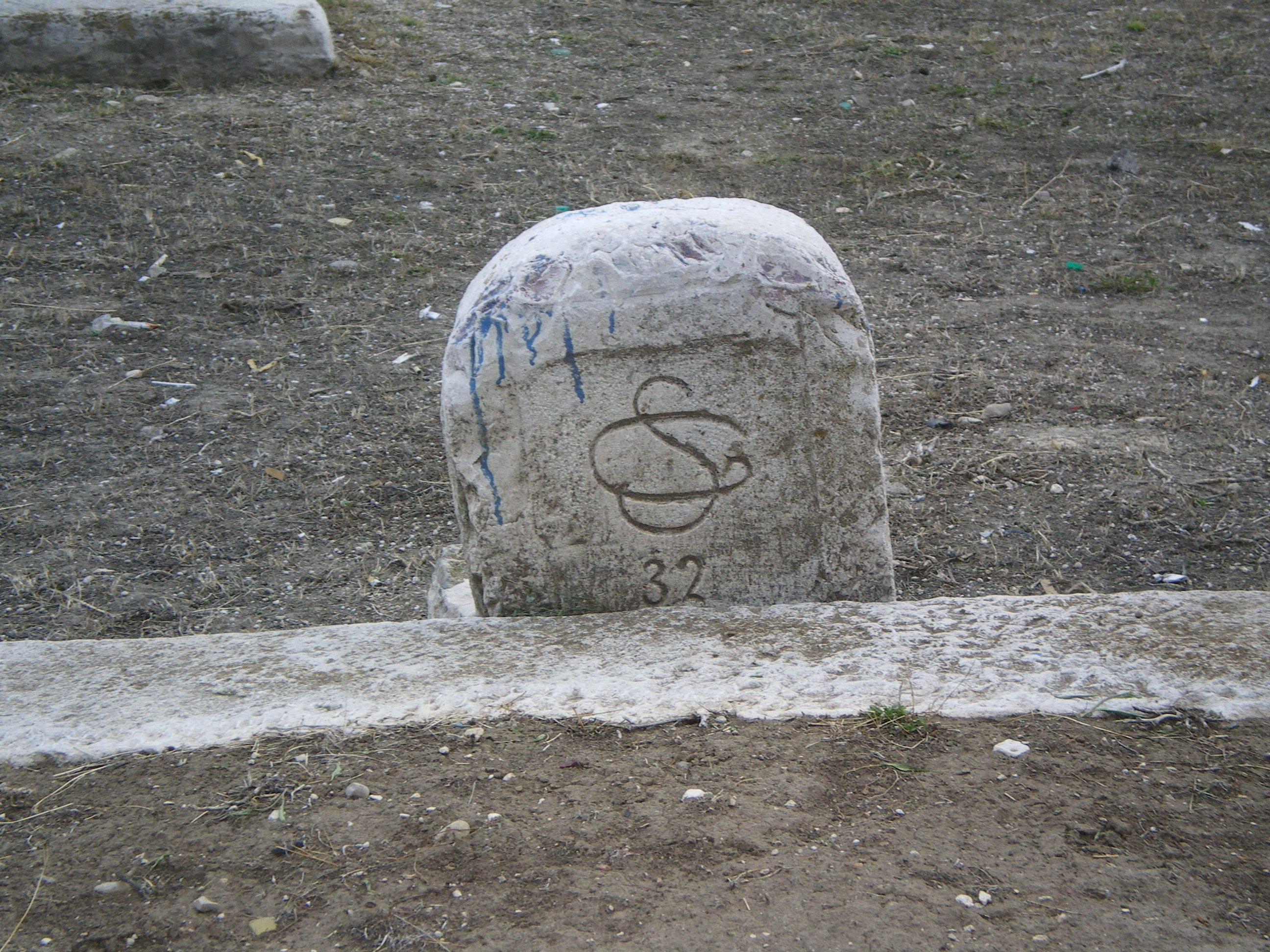
Cippo di proprietà di Giuseppe Specchio.
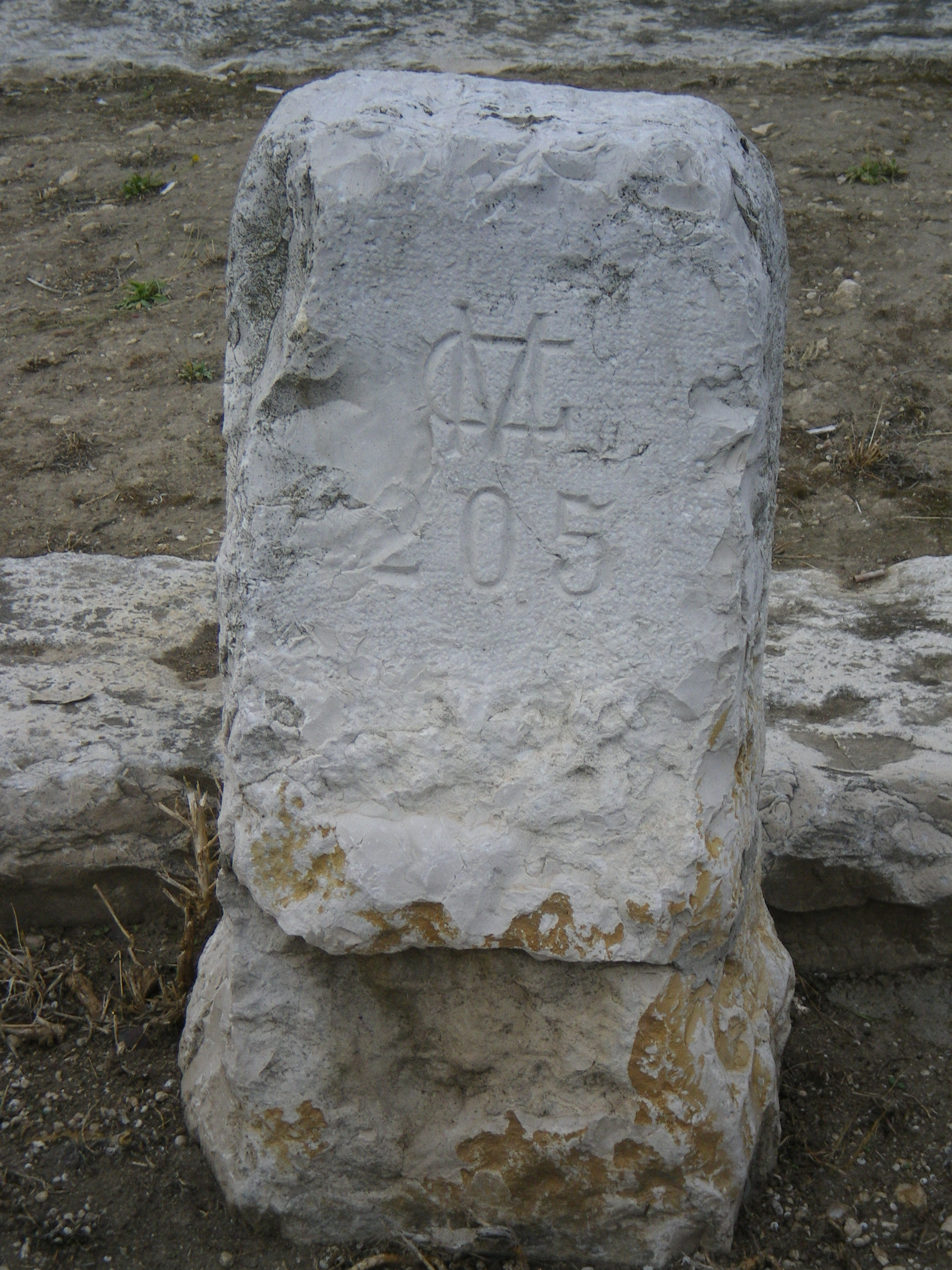
Cippo di proprietà dei Magazzini Generali.